# Labena canelensis
Labena canelensis là một loài tò vò trong họ Ichneumonidae.